# Hannoverscher Schweisshund
L'Hannoverscher Schweisshund, in italiano segugio di Hannover o segugio annoveriano, è una razza canina proveniente dal nord della Germania. Discendente dei vecchi segugi medievali, specializzata nella ricerca su pista di sangue (soprattutto nella caccia al cervo). 
È stata usata come base per la selezione del Bayerischer Gebirgsschweisshund.

## Utilizzo
È una razza relativamente poco diffusa, il suo impiego ideale è la ricerca del selvatico ferito. Può seguire una pista fredda, vecchia di giorni, e rintracciare così gli animali colpiti , ma non abbattuti che possono percorre chilometri prima di fermarsi.
Spesso è addestrato a rimanere a guardia della carcassa dell'animale, e di solito di un oggetto lasciato dal cacciatore, mentre questo torna a cercare aiuto per trasportare il selvatico che va morire o si ferma nella vegetazione fitta o comunque in una zona in cui il recupero è ostico.
Viene impiegato dai guardiacaccia per trovare gli animali feriti.

## Aspetto
È un cane di taglia media, dall'aspetto robusto. Costante nel lavoro grazie ad un ampio torace e arti muscolosi, ma mai troppo alti da ostacolare il lavoro di traccia con naso a terra. Cranio ampio con tartufo grande e nero o raramente marrone.
Mantello corto e fitto, rosso (più o meno chiaro) a volte striato. Alcuni esemplari presentano una maschera nera o una croce bianca sul petto.